# 봉인도장
봉인 도장은 편지를 봉인할 때 왁스나 밀랍 등의 원료를 이용하여 중요 문서들을 봉인하는 것이다. 서양에서는 클래식 씰이라고 부르며 가문의 문장이나 자신의 이름을 새긴 글자를 통해 봉하기도 한다.